# سفر به بانتی‌فول
سفر به بانتی‌فول (به انگلیسی: The Trip to Bountiful) نام فیلمی است که در سال ۱۹۸۵ به کارگردانی پیتر مسترسن ساخته شد.
جرالدین پیج موفق شد برای بازی در این فیلم جایزه اسکار بهترین بازیگر نقش اول زن را از آنِ خود کند.